# Oleksandr Salnykov
Oleksandr Petrovytj Salnykov (ukrainska: Олександр Петрович Сальников, ryska: Александр Сальников: Aleksandr Salnikov), född 3 juli 1949 i Sevastopol tillhörande dåvarande Ryska SFSR i Sovjetunionen, död 17 november 2017 i Kiev i Ukraina, var en sovjetisk basketspelare som tog OS-brons 1976 i Montréal och OS-brons 1980 i Moskva. 

## Klubbhistorik
- 1968–1972  Krasnodar
- 1973–1974 Budivelnyk Kiev
- 1974–1976 PBK CSKA Moskva
- 1976–1977 Budivelnyk Kiev
- 1978–1981 SKA Kiev